# Biscoe
Biscoe é uma cidade  localizada no estado norte-americano de Carolina do Norte, no Condado de Montgomery.

## Demografia
Segundo o censo norte-americano de 2000, a sua população era de 1700 habitantes. 
Em 2006, foi estimada uma população de 1732, um aumento de 32 (1.9%).

## Geografia
De acordo com o United States Census Bureau tem uma área de 
5,1 km², dos quais 5,1 km² cobertos por terra e 0,0 km² cobertos por água. Biscoe localiza-se a aproximadamente 129 m acima do nível do mar.

## Localidades na vizinhança
O diagrama seguinte representa as localidades num raio de 24 km ao redor de Biscoe. 